# Main Prem Ki Diwani Hoon
Main Prem Ki Diwani Hoon è un film del 2003 diretto da Sooraj R. Barjatya.